# Emília das Neves

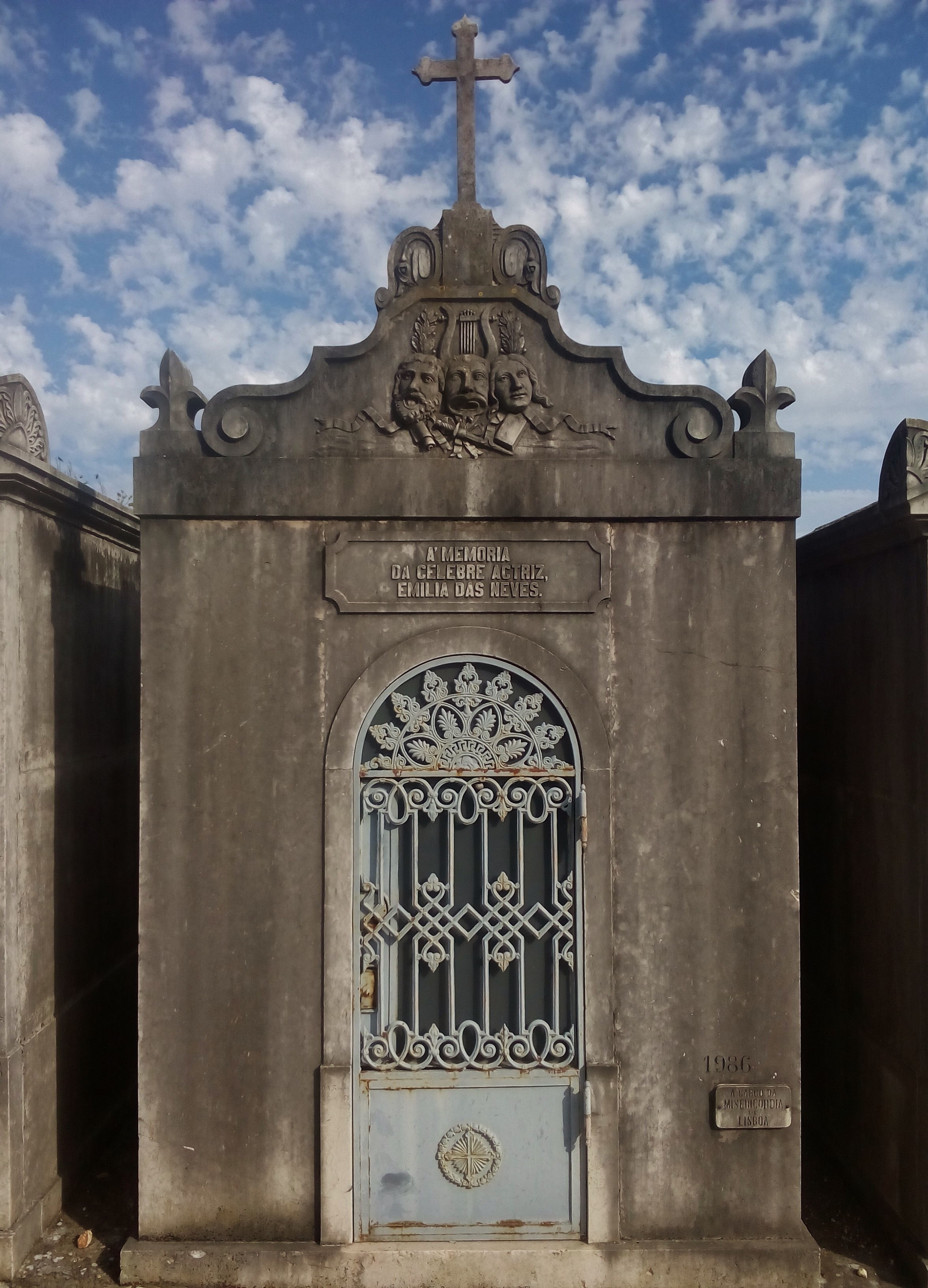
Jazigo de Emília das Neves no Cemitério do Alto de São João.

Emília das Neves de Sousa, a Linda Emília (Benfica, 5 de Agosto de 1820 — Lisboa, Santa Justa, 19 de Dezembro de 1883) foi uma actriz dramática portuguesa de grande relevo durante o século XIX, a primeira grande vedeta feminina a surgir em Portugal.

## Biografia
Era filha de Manuel de Sousa, um açoriano da Freguesia de São Bartolomeu dos Regatos, em Angra do Heroísmo, um dos Bravos do Mindelo, razão pela qual a freguesia lhe dedica a toponímia de um dos seus arruamentos, e filha de Benta de Sousa, nascida na freguesia de Benfica, Lisboa.
Emília das Neves Sousa foi amante de Luís da Câmara Leme e morreu no estado de solteira na sua casa do Rossio, aos 63 anos. Foi sepultada no cemitério do Alto de São João, no jazigo n.º 993 em 19 de Dezembro de 1883. Em Benfica, o arruamento que começa na Estrada da Damaia e termina na Avenida Grão Vasco, tem o seu nome.
Emília das Neves, a Linda Emília, surgiu nos teatros quando tinha 18 anos em 1838 e seria aplaudida até 1883. Trazida para o Teatro sob a égide de Alexandre Dumas, foi uma das grandes figuras do meio teatral português da geração romântica, ombreando com os os actores Epifânio, Teodorico da Cruz e Rosa-Pai. Ficaram memoráveis os seus desempenhos, em particular os seus papéis nas peças Judith, Proezas de Richelieu, Joana a Doida, Gladiador de Ravena e Maria Stuart.
Foi considerada «a mais notável atriz portuguesa da sua época». Conseguiu «captar a atenção de nomes como Almeida Garrett, Mendes Leal, Rebelo da Silva ou Latino Coelho, que a escolheram para protagonista de textos dramáticos de quem foram autores ou tradutores».

## Literatura e cinema
Emília das Neves foi retratada no romance de Agustina Bessa Luís A Corte do Norte. Em 2008 a obra foi adaptada ao cinema por João Botelho no filme A Corte do Norte.